# 洲心站
洲心站是位于中國广东省清远市清城区的城际铁路车站，為广清城际铁路的中途站，于2024年12月28日启用。
本站位于京广高铁清远站西南侧。两站呈错开式布置，但未设有换乘通道。

## 车站结构

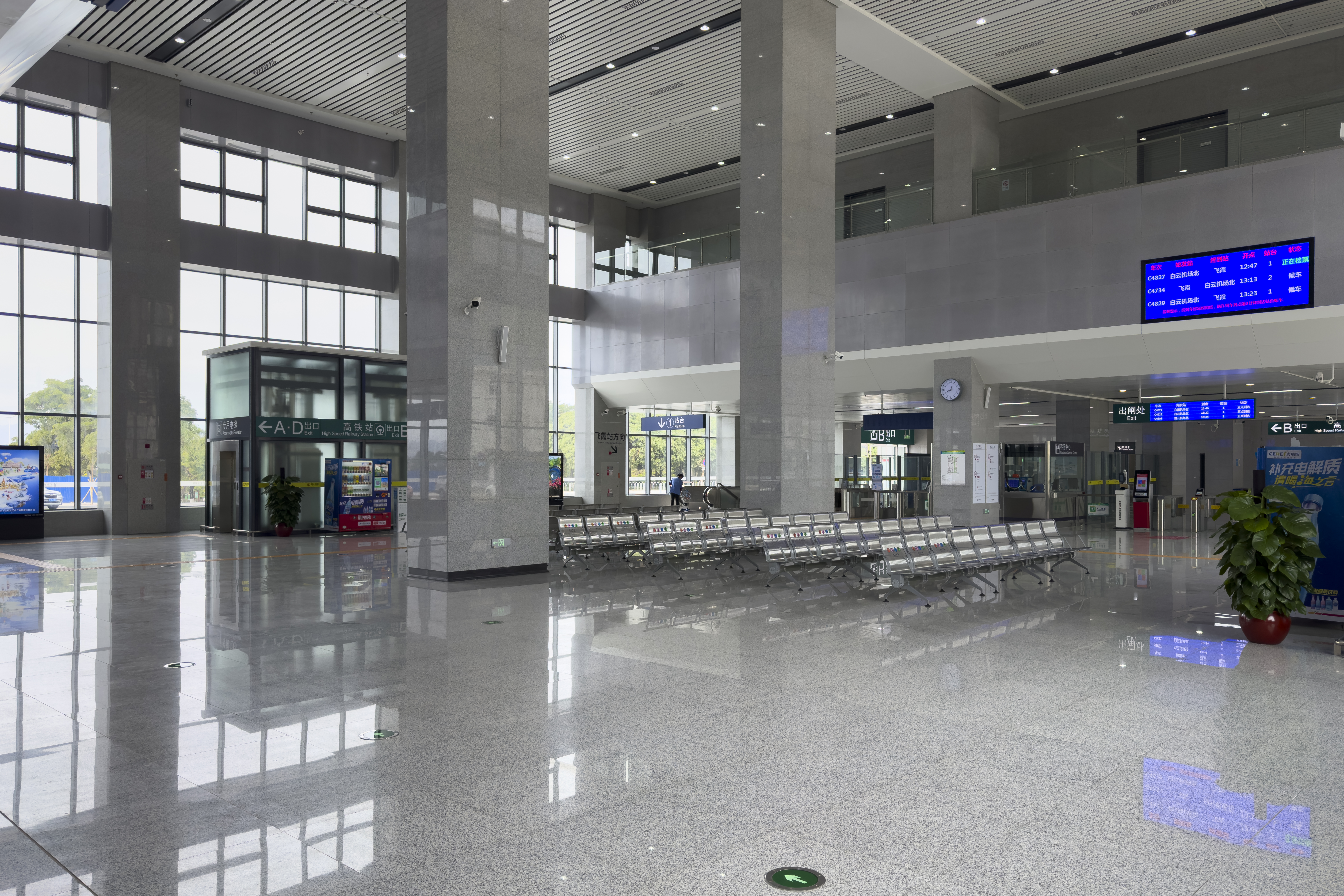
站厅

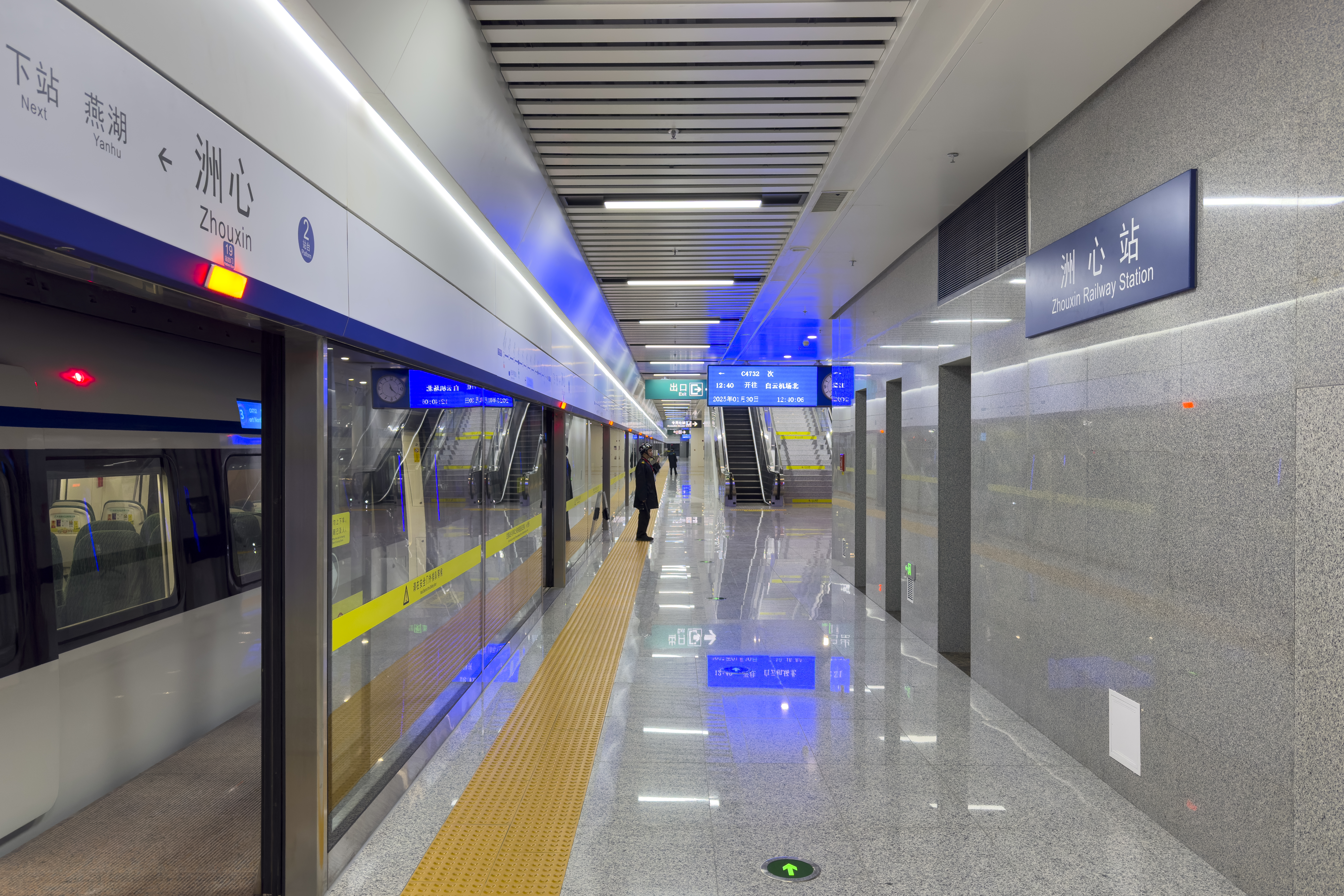
2站台

洲心站为三层车站，站厅位于地面，而站台位于地下。

### 车站楼层
| 地上二层 | 设备层   | 车站设备、办公区                |          |          |
| 地面     | 站厅     | 进出站口、售票处、候车区        |          |          |
| 地下一层 | 侧式站台 | 侧式站台                        | 侧式站台 | 侧式站台 |
|          | 2站台    | 广清城际 花都方向（下站：燕湖） |          |          |
|          | 1站台    | 广清城际 飞霞方向（下站：飞霞） |          |          |
|          | 侧式站台 |                                 |          |          |

### 出入口
洲心站开通时设有4个出入口供乘客进出车站。
|                 |      |      |          |                                     |
| 编号            | 设施 | 照片 | 出口指示 | 建议前往的目的地                    |
| A               | 同层 |      | 站前四路 | 站前横路                            |
| B               | 同层 |      | 站前四路 | 站前横路、五一码头 公交：高铁清远站 |
| C               | 同层 |      | 站前四路 | 国铁：清远站 公交：高铁清远站       |
| D               | 同层 |      | 站前四路 | 站前横路                            |
| 註： 設於同一層 |      |      |          |                                     |

## 历史
本站在规划和建设时期被称作清远东站。由于站体相对独立，车站未沿用临近清远站的名称。本站主体结构于2022年2月封顶。
2024年，本站根据所在的洲心街道定名洲心站。12月28日，随广清城际铁路北延段的开通而启用。